# ضمور بني للقلب
الضمور البني للقلب (بالإنجليزية: Brown Atrophy of the Heart)‏ هو ضمور لعضلة القلب يحدث عادة في كبار السن. يوصف بأنه ضمور بني لأن الألياف تصبح مصطبغة برواسب الليبوفوسين داخل الخلايا (عادة حول النواة).
ليس لديها أي تأثير معروف على وظيفة القلب ، وتوصف بأنها حالة معتادة في الشيخوخة.